# Suíte de internet
Uma suíte de Internet é um conjunto de aplicativos relacionados à Internet. As suítes de Internet geralmente incluem um navegador, cliente de e-mail (frequentemente com um leitor de notícias e catálogo de endereços), gerenciador de downloads, editor HTML, e um cliente IRC.

## Exemplos
- Arachne
- Cyberdog
- Mozilla, SeaMonkey e Gnuzilla
- MSN Explorer
- Netscape Communicator
- Netscape
- Opera